# Francisco Álvarez Martínez
Francisco Álvarez Martínez, född 14 juli 1925 i Santa Eulalia de Ferroñes i Llanera i Asturien, död 5 januari 2022 i Madrid, var en spansk kyrkoman som var ärkebiskop av Toledo 1995–2002 och kardinal i den romersk-katolska kyrkan.

## Biografi
Martinez utsågs till biskop i Tarazona den 13 april 1973 av påven Paulus VI. Han vigdes till biskop av Luigi Dadaglio, nuntie i Spanien, biträdd av Pedro Cantero Cuadrado, ärkebiskop av Zaragoza, och José Méndez Asensio, ärkebiskop av Pamplona. Han överfördes till Calahora y La Calzada-Logroño den 20 december 1976 där han stannade tills han överfördes till Orihuela-Alicante den 12 maj 1989. Han utsågs till ärkebiskop i Toledo den 23 juni 1995, strax före sin sjuttioårsdag.
Martinez utsågs till kardinal av Santa Maria Regina Pacis a Monte Verde vid ett konsistorium den 21 februari 2001 av påven Johannes Paulus II. Han avgick från den pastorala ledningen av ärkestiftet, den 24 oktober 2002. Knappt röstberättigad, endast tre månader före sin åttioårsdag, var Martínez en av de kardinalelektorer som deltog i konklaven 2005, som valde Benedictus XVI till påve.
Hans valspråk är "Oboedientia et Pax", vilket kan översättas till "Lydnad (mot Gud) och fred".